# كريستوفر ويتكومب
كريستوفر ويتكومب (بالإنجليزية: Christopher Whitcomb)‏ (15 يناير 1959)؛ روائي أمريكي.